# University of Illinois Press
University of Illinois Press (sigla UIP) es una editorial universitaria estadounidense que forma parte de la Universidad de Illinois. Fundada en 1918, la casa editora publica unos 120 nuevos títulos cada año, además de las reediciones. Edita, por otro lado, un total de 33 revistas académicas y varios proyectos electrónicos. Sus intereses van desde los estudios étnicos y multiculturales, pasando por la historia de Lincoln e Illinois o la serie La música en la vida estadounidense, hasta los campos más remotos de las ciencias experimentales.